# Fort Brown
Fort Brown var en amerikansk militärinstallation från 1800-talet.
USA började bygga Fort Texas vid Rio Grande 1845. Mellan den 3 och 9 maj 1846 blev fortet belägrat och utsatt för artillerield under Mexikanska kriget. Endast två amerikanska soldater dog under denna attack. Den högre rankade av dem, major Jacob Brown, blev hedrad av general Zachary Taylor genom att fortet döptes om till Fort Brown.
År 1849 bildades en stad bara en mil från fortet Brownsville, Texas.